# Saccourvielle
Saccourvielle ist eine französische Gemeinde mit 22 Einwohnern (Stand 1. Januar 2022) im Département Haute-Garonne in der Region Okzitanien (zuvor Midi-Pyrénées). Sie gehört zum Kanton Bagnères-de-Luchon und zum Arrondissement Saint-Gaudens.

## Lage
Das Dorf liegt rund vier Kilometer (Luftlinie) nordwestlich von Bagnères-de-Luchon in den französischen Pyrenäen im Tal des Flüsschens Neste d’Oueil. 
Nachbargemeinden sind Saint-Paul-d’Oueil im Norden, Antignac im Nordosten, Moustajon im Osten, Cazarilh-Laspènes im Südosten, Trébons-de-Luchon im Süden und Benque-Dessous-et-Dessus im Westen.

## Bevölkerungsentwicklung
| Jahr                      | 1962 | 1968 | 1975 | 1982 | 1990 | 1999 | 2008 | 2015 | 2019 |
| ------------------------- | ---- | ---- | ---- | ---- | ---- | ---- | ---- | ---- | ---- |
| Einwohner                 | 29   | 21   | 13   | 10   | 16   | 14   | 13   | 14   | 19   |
| Quelle: Cassini und INSEE |      |      |      |      |      |      |      |      |      |

## Sehenswürdigkeiten
- Kirche Saint-Barthélemy, Monument historique seit 1944
- Burgruine bei Saccourville

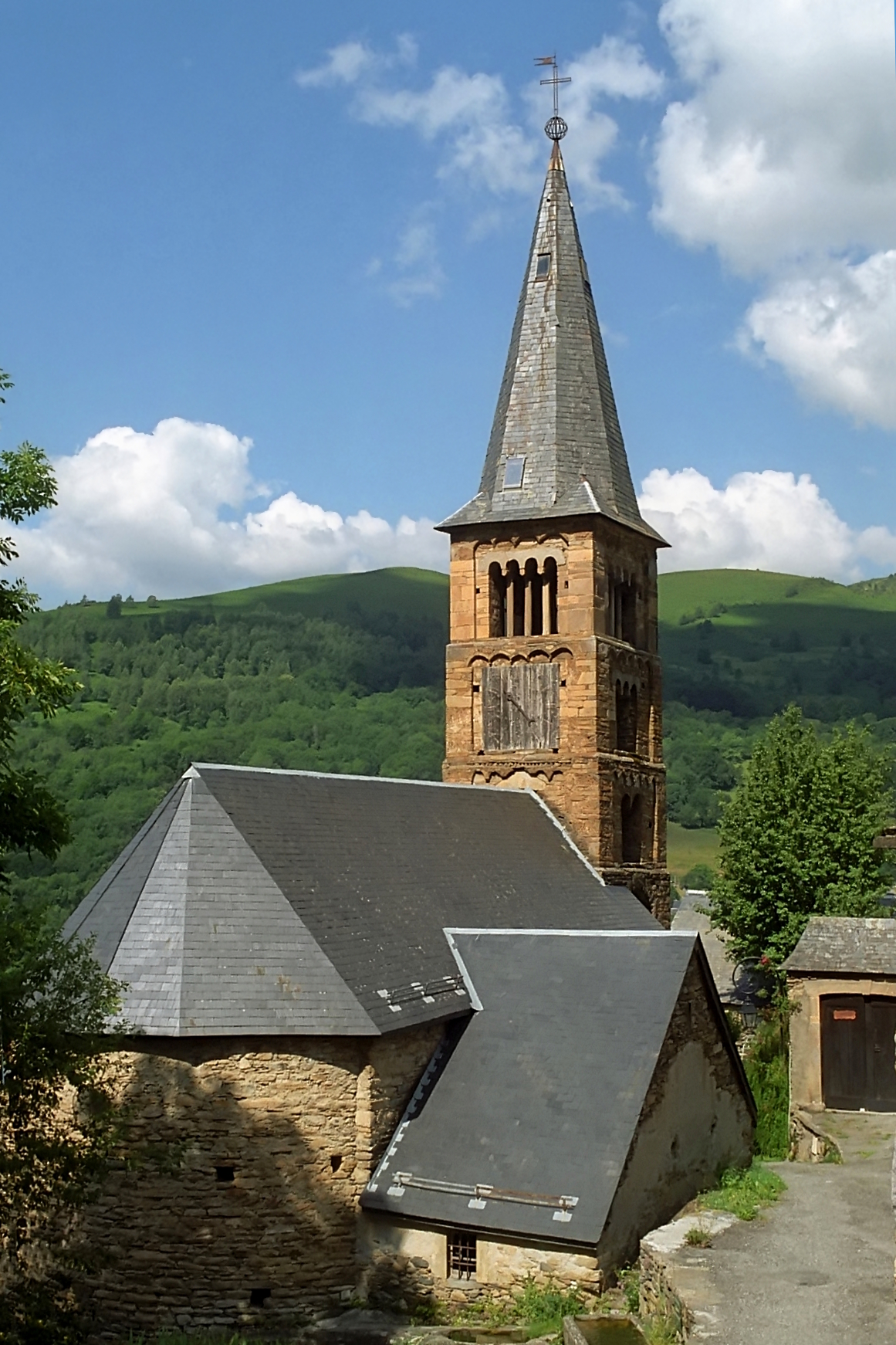
Kirche Saint-Barthélemy
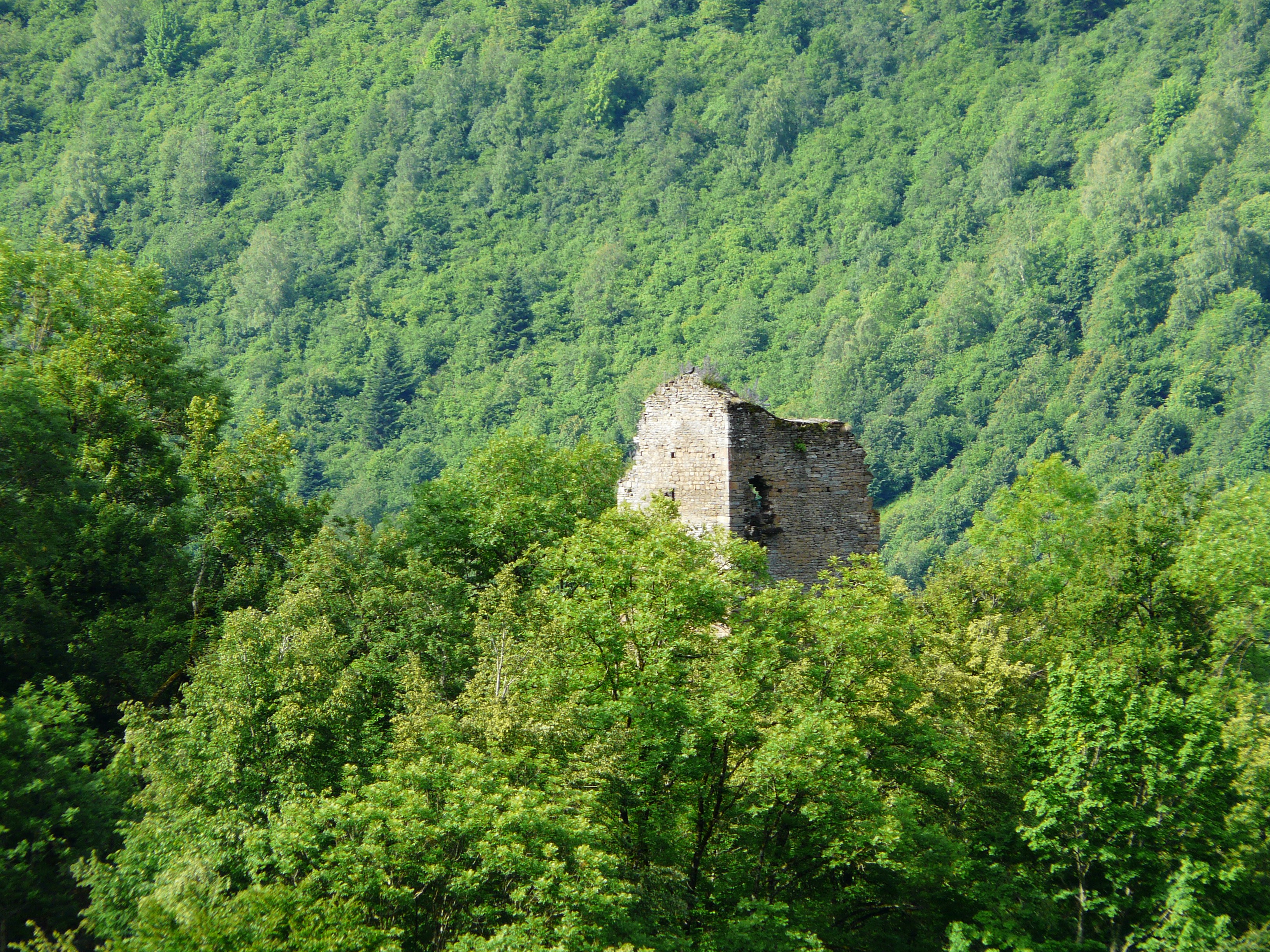
Burgruine